# Lomitas
Lomitas (ur. 31 stycznia 1988, zm. 30 sierpnia 2010) – koń wyścigowy, ogier pełnej krwi angielskiej maści kasztanowatej. Urodził się w Wielkiej Brytanii w Stadninie Northmoore niedaleko Newmarket po matce La Colorada i ojcu ogierze Niniski a dorastał w stadninie Fährhof w  Sottrum w Niemczech.

## Historia
Osiągnął wysokość w kłębie 162 cm, jego trenerem był Andreas Wöhler, a dosiadał go Peter Schiergen, który uważał go za najlepszego konia, na którym jeździł.   

### Kariera wyścigowa
W 1990 roku, jako dwulatek, pod opieką swojego trenera Andreasa Wöhlera, wygrał dwa pierwsze wyścigi z dużą przewagą nad pozostałymi końmi i został mistrzem w swojej kategorii wiekowej. Jako trzylatek z łatwością wygrał  Dr. Busch Memorial w Krefeld w swoim debiucie w sezonie; zwycięstwo to uczyniło go faworytem w Mehl-Mülhens-Rennen – German 2000 Guineas w Kolonii, gdzie Lomitas po raz pierwszy pokazał swój strach przed wejściem do maszyny startowej i nie pozwolił wprowadzić się do swojego boksu startowego.
Z tego powodu Walther J. Jacobs postanowił skonsultować się z amerykańskim ekspertem od koni Montym Robertsem i zaprosił go do Niemiec. Wraz z Simonem J. Stokesem, który był wówczas asystentem trenera Andreasa Wöhlera, Monty Roberts uwolnił ogiera od strachu przed wejściem do maszyny startowej, w wyniku czego kilka tygodni później ogier wziął udział w wyścigu Consul Bayeff w Bremie i z łatwością go wygrał.
Najważniejsze gonitwy wygrane przez Lomitasa:
- Großer Preis von Baden ( Baden-Baden 1991)
- Preis von Europa ( Köln–Weidenpesch 1991)

W 1991 roku został koniem roku wybranym przez widzów ARD wśród koni wyścigowych i w 2011 roku zdobył we Francji championat najlepszego ojca koni wyścigowych (franc. Tête de liste des étalons).
Po zwycięstwach w Gerling Prize w Kolonii i Hansa Prize w Hamburgu, po próbie szantażu Walthera J. Jacobsa i próbie otrucia Lomitasa, przez ponad pół roku był poddany kuracji w celu odnowienia zniszczonych kopyt, aby móc brać udział w wyścigach. W wieku sześciu lat wycofano go z toru wyścigowego i skierowano do hodowli.
Na 19 startów zwyciężył w dziesięciu i zdobył w formie nagród 1 445 000 DM.

## Kariera hodowlana
Z jego pierwszego rocznika, urodzonego w 1996 r., pięciu jego synów zakwalifikowało się do Derby (Deutsches Derby) w 1999 r., które jego syn, Belenus, wygrał w czasie 2:25,8 (59,26 km/h), który jest niepobitym rekordem do dziś (stan na czerwiec 2025). Do tego samego rocznika należał również zwycięzca Mehl-Mülhens i czterokrotny wicemistrz Grupy I Sumitas oraz jego najlepszy syn Silvano, który wygrał wyścig Grupy I w Hongkongu, Singapurze i USA.
Jego najbardziej utytułowanym potomstwem była „cudowna klacz” Danedream, która wygrała ponad 3,76 miliona euro w trakcie swojej kariery wyścigowej. W 2011 roku została drugim niemieckim koniem, który wygrał Prix de l’Arc de Triomphe w Paryżu, prawdopodobnie najważniejszy wyścig konny na świecie, w rekordowym czasie, pokonując wiele czołowych koni międzynarodowych z nagrodą pieniężną w wysokości 2.285.600 euro. Rok później została pierwszym niemieckim koniem, który wygrał King George VI and Queen Elizabeth Stakes. W sumie zdobyła w formie nagród pieniężnych 3,766,403 euro.
Lomitas nie dożył tych sukcesów. Musiał zostać uśpiony 30 sierpnia 2010 roku po pilnej operacji z powodu kolki.